# Denis Istomin
Denis Istomin (Oremburgo, 7 de Setembro de 1986) é um tenista profissional do Uzbequistão. É treinado pela sua mãe Klaudiya Istomina.

## Carreira
Em 2005 quebrou a barreira do top 200 mundial pela primeira vez. Em 2009, entrou na lista dos 100 melhores do mundo. Já em 2010, entrou pela primeira vez na lista dos 50 melhores tenistas do mundo em simples após várias boas campanhas nos torneios ATP, como a final do ATP 250 de New Haven, onde perdeu o título para o ucraniano Sergiy Stakhovsky, e as quartas-de-final do ATP 500 de Hamburgo.
Em fevereiro de 2012, ficou com o vice-campeonato da chave de simples do ATP 250 de San Jose, nos Estados Unidos, ao perder na decisão para o canadense Milos Raonic por 2 sets a 0, parciais de 7-6(3) e 6-2, em uma hora e 19 minutos.
No final de junho de 2015, quando era n° 92 do mundo, precisou disputar dois tie breaks para vencer o norte-americano Sam Querrey e conquistar o título do ATP 250 de Nottingham, levantando o
primeiro troféu nível ATP de simples da carreira no circuito profissional masculino.
Em 2017 no Australian Open, Denis Istomin derrota Novak Djokovic em 5 sets na segunda rodada do torneio.
Nas duplas, já foi finalista de 4 torneios nível ATP, onde ganhou dois títulos (Moscou 2013 e Montpellier 2014)

## ATP Tour finais

### Simples: 5 (2 título 3 vices)
| Legenda                           |
| --------------------------------- |
| Grand Slam (0–0)                  |
| ATP World Tour Finals (0–0)       |
| ATP World Tour Masters 1000 (0–0) |
| ATP World Tour 500 Series (0–0)   |
| ATP World Tour 250 Series (2–3)   |

| Títulos por Piso |
| ---------------- |
| Duro (1–2)       |
| Grama (1–0)      |
| Saibro (0–1)     |
| Carpete (0–0)    |

| Resultado | N. | Data              | Campeonato                               | Piso       | Oponente          | Placar             |
| --------- | -- | ----------------- | ---------------------------------------- | ---------- | ----------------- | ------------------ |
| Vice      | 1. | 28 Agosto 2010    | Pilot Pen Tennis, New Haven, EUA         | Duro       | Sergiy Stakhovsky | 6–3, 3–6, 4–6      |
| Vice      | 2. | 19 Fevereiro 2012 | SAP Open, San Jose, EUA                  | Duro (i)   | Milos Raonic      | 6–7(3–7), 2–6      |
| Campeão   | 1. | 27 Junho 2015     | Nottingham Open, Nottingham, Reino Unido | Grama      | Sam Querrey       | 7–6(7–1), 7–6(8–6) |
| Campeão   | 2  | 01 Outubro 2017   | Chengdu, Chengdu, China                  | Duro       | Marcos Baghdatis  | 3–2, ab.           |
| Vice      | 3. | 04 Agosto 2018    | ATP de Kitzbühel, Kitzbühel, Áustria     | Saibro (i) | Martin Kližan     | 6–2, 6–2           |

### Duplas: 4 (2 títulos, 2 vices)
| Legenda                           |
| --------------------------------- |
| Grand Slam (0–0)                  |
| ATP World Tour Finals (0–0)       |
| ATP World Tour Masters 1000 (0–0) |
| ATP World Tour 500 Series (0–1)   |
| ATP World Tour 250 Series (2–1)   |

| Finais por Piso |
| --------------- |
| Duro (2–2)      |
| Saibro (0–0)    |
| Grama (0–0)     |
| Carpete (0–0)   |

| Resultado | N. | Data             | Torneio                                     | Piso     | Parceiro          | Oponentes                       | Placar            |
| --------- | -- | ---------------- | ------------------------------------------- | -------- | ----------------- | ------------------------------- | ----------------- |
| Vice      | 1. | 7 Outubro 2012   | China Open, Beijing, China                  | Duro     | Carlos Berlocq    | Bob Bryan Mike Bryan            | 3–6, 2–6          |
| Vice      | 2. | 22 Setembro 2013 | St. Petersburg Open, St. Petersburg, Rússia | Duro (i) | Dominic Inglot    | David Marrero Fernando Verdasco | 6–7(6–8), 3–6     |
| Campeão   | 1. | 19 Outubro 2013  | Kremlin Cup, Moscou, Rússia                 | Duro (i) | Mikhail Elgin     | Ken Skupski Neal Skupski        | 6–2, 1–6, [14–12] |
| Campeão   | 2. | 9 Fevereiro 2014 | Open Sud de France, Montpellier, França     | Duro (i) | Nikolay Davydenko | Marc Gicquel Nicolas Mahut      | 6–4, 1–6, [10–7]  |

## Ligações Externas
- Perfil na ATP